# Siège de Champtoceaux (1420)
Le siège de 1420 de Champtoceaux est le neuvième siège subi par le château et la ville de Champtoceaux, dans l’actuel département de Maine-et-Loire, en France. S'étalant sur près de trois mois, il se termine par la victoire de l'armée du duc de Bretagne. Au terme du siège, le château et la ville sont totalement rasés par les forces bretonnes.

## Contexte
Au XIVe siècle durant la Guerre de Succession de Bretagne, Marguerite, fille du connétable Olivier V de Clisson et dame de Châteauceaux (Champtoceaux) est la prétendante des Penthièvre. Elle aspire au titre de duchesse de Bretagne, et avec l'aval du dauphin, le futur Charles VII, elle capture Jean V de Bretagne par la ruse et l'enferme dans la Tour du Diable de sa citadelle de Châteauceaux. En représailles, l'armée bretonne assiège la citadelle.

## Conséquences
Marguerite, abandonnée par le Dauphin, capitule.
Le prisonnier libéré fera démanteler totalement la citadelle avec interdiction de reconstruire à l'intérieur de l'enceinte.